# ویا آرتمانه
ویا آرتمانه (لتونیایی: Vija Artmane; ۲۱ اوت ۱۹۲۹ – ۱۱ اکتبر ۲۰۰۸) بازیگر تئاتر و بازیگر سینما اهل لتونی بود.
وی همچنین برندهٔ جوایزی همچون نشان دوستی، جایزه هنرمند مردمی اتحاد جماهیر شوروی و نشان لنین شده‌است.